# Family Switch
Pour plus de détails, voir Fiche technique et Distribution.
Family Switch, ou Remue-ménage au Québec, est un film américain réalisé par McG et sorti en 2023. Il s'agit d'une adaptation du livre pour enfants Allez, au lit, maman ! (Bedtime For Mommy) d'Amy Krouse Rosenthal publié en 2010.

## Synopsis
Jess et Bill Walker font de leur mieux pour garder la cohésion de la famille, même si leurs enfants grandissent, deviennent indépendants et plus éloignés. Peu après une rencontre fortuite avec une astrologue, les membres de la famille échangent leurs corps durant la nuit. Ils vont devoir s'unir pour retrouver leur propre corps car chacun a des projets très importants : une promotion, un entretien pour une université, un important contrat d'enregistrement ou encore un match de football.

## Fiche technique
Sauf indication contraire, les informations mentionnées dans cette section peuvent être confirmées par la base de données cinématographiques IMDb,  présente dans la section « Liens externes ».
- Titre original et français : Family Switch
- Titre québécois : Remue-ménage[2]
- Réalisation : McG
- Scénario : Adam Sztykiel et Victoria Strouse, d'après Allez, au lit, maman ! d'Amy Krouse Rosenthal
- Direction artistique : Lisa Vasconcellos
- Décors : Jennifer Spence
- Costumes : n/a
- Photographie : Marc Spicer
- Montage : Brian Scott Olds
- Musique : Pinar Toprak
- Production : Ben Everard, Jennifer Garner, Lawrence Grey, Nicole King, McG et Mary Viola
  - Coproduction : Robbie Chernow, Lloyd Everard, Lawrence Kao, Max King, Cyrus Mojibi et Patrick Wade
  - Déléguée : David Hyman, Jason Brian Rosenthal et Victoria Strouse
- Sociétés de production : Grey Matter Productions, Linden Entertainment et Wonderland Sound and Vision
- Société de distribution : Netflix
- Budget : n/a
- Pays de production :  États-Unis
- Langue originale : anglais
- Format : couleur
- Genre : comédie, fantastique
- Durée : 106 minutes
- Date de sortie[3] :
  - Monde : 30 novembre 2023 (sur Netflix)

## Distribution
- Jennifer Garner (VF : Laura Blanc) : Jess Walker
- Ed Helms (VF : David Krüger) : Bill Walker
- Emma Myers (VF : Camille Timmerman) : C. C. Walker
- Brady Noon (en) (VF : Tom Trouffier) : Wyatt Walker
- Rita Moreno (VF : Marie-Martine) : Angelica
- Matthias Schweighöfer (VF : Stanislas Forlani) : Rolf
- Vanessa Carrasco (VF : Justine Berger) : Ariana
- Cyrus Arnold (en) (VF : Kévin Goffette) : Hunter Drew
- Ilia Isorelýs Paulino (VF : Fouzia Youssef) : Kara
- Jordan Leftwich : Ava
- Xosha Roquemore (VF : Charlotte Correa) : Carrie
- Bashir Salahuddin (en) (VF : Vincent Touré) : Molson
- Paul Scheer (en) (VF : Antoine Fleury) : Steven
- Helen Hong (en) (VF : Laëtitia Godès) : Simone
- Ned Bellamy (VF : Pierre-François Pistorio) : Hanes
- Andrew Bachelor : Glen
- Dan Finnerty (en) : Gus
- Howie Mandel : Barry
- Rivers Cuomo (VF : Pascal Nowak) : Lake
- Brian Bell (VF : Cédric Dumond) : Dave
- Scott Shriner : Scott
- Patrick Wilson (IX) : Patrick
- Riannah Pouncy : Mary
- Pete Holmes : Peter
- Naomi Ekperigin (en) (VF : Charlotte Marin) : Naomi
- Joe Mortimer : Ira
- Fortune Feimster (VF : Vanina Pradier) : la coach Kim
- Adam Lustick (en) : Spock
- Sebastian Quinn (VF : Jim Redler) : Alex
- Ravi Kapoor (en) (VF : Cédric Dumond) : M. Hollis
- Carl McDowell (VF : Alex Fondja) : Zach, le réparateur
- Anwar Jibawi (en) (VF : Kévin Goffette) : Thunder
- Hannah Stocking (en) : Lighting
- Mark McGrath : DJ Yukon Cornelius
- Bob Stephenson : le père aux manières douces
- Brad Ofo (VF : Kévin Goffette) : Ruggles
- Benjamin Flores Jr. : Boss
- Punam Patel (VF : Charlotte Marin) : Shalini
- Lauren Ash (VF : Ingrid Donnadieu) : Barb

 Source et légende : version française (VF) sur RS Doublage

## Production
En février 2021, Jennifer Garner est annoncée dans le rôle principal. En novembre 2022, elle est rejointe par Ed Helms alors que McG est annoncé comme réalisateur. En décembre 2022, Emma Myers et Brady Noon (en) rejoignent eux aussi le film. En janvier 2023, Rita Moreno est confirmée.
Le tournage a lieu à Los Angeles de décembre 2022 à mars 2023,.